# タリア・コスタ
タリア・ダ・シウヴァ・コスタ(Thalia da Silva Costa、1997年5月30日 - ）は、ブラジル出身の女子ラグビー選手である。三重パールズに所属。

## 略歴
2021年、東京五輪の7人制女子ブラジル代表に選ばれた。
2024年、パリ五輪の7人制女子ブラジル代表に選ばれた。
2025年4月、三重パールズに加入。
2025年6月22日、太陽生命ウィメンズセブンズシリーズ2025第1戦（熊谷大会）で合計9トライを挙げ、MVPに選ばれた。